# Skarnes
Skarnes est le centre administratif de la municipalité de Sør-Odal dans le comté d'Innlandet, en Norvège. Le village se trouve le long de la rivière Glomma, à mi-chemin entre les villages de Disenå et Sander. La nouvelle mairie de Sør-Odal est située dans le village. La construction a été achevée en 2010.
La ligne de chemin de fer Kongsvingerbanen traverse le village, s'arrêtant à la gare de Skarnes qui a ouvert ses portes en 1862. La route européenne 16 traverse le village. L'église d'Oppstad est située à environ 4 km au nord du village.
Le village de 2,43 km2 a une population (en 2021) de 2 557 habitants et une densité de population de 1,054 habitants / km2.

## Emplacement
Le village se compose de trois parties, le Skarnes "original" était situé sur la rive sud de la rivière Glomma près du pont. La zone appelée Tronbøl est située au sud de la zone du village d'origine, du même côté de la rivière. La troisième partie du village est Korsmo et elle est située du côté nord-ouest de la rivière, de l'autre côté de la rivière depuis le reste du village.

## Personnes notables
- Charles Berstad (né en 1964), joueur de football
- Magnus Gullerud (né en 1991), handballeur
- Kent Håvard Eriksen (né en 1991), joueur de football
- Kare Tveter (1922–2012), peintre
- Øystein Sunde (né en 1947), musicien
- Hanne Tveter (née en 1974), chanteuse de jazz
- Elias Akselsen (né en 1947), chanteur
- Veronica Akselsen (née en 1986), chanteuse